# Blewbury
Blewbury is een civil parish in het bestuurlijke gebied Vale of White Horse, in het Engelse graafschap Oxfordshire met 1581 inwoners.